# مقاطعة فيلاس (ويسكونسن)
مقاطعة فيلاس (بالإنجليزية: Vilas County, Wisconsin)‏ هي إحدى مقاطعات ولاية ويسكونسن في الولايات المتحدة. تأسست سنة 1893، وتبلغ مساحتها 1,018 ميل مربع (2,640 كـم2)، بلغ عدد سكانها 21430 نسمة في عام 2010 حسب إحصاء مكتب تعداد الولايات المتحدة .

## معرض صور

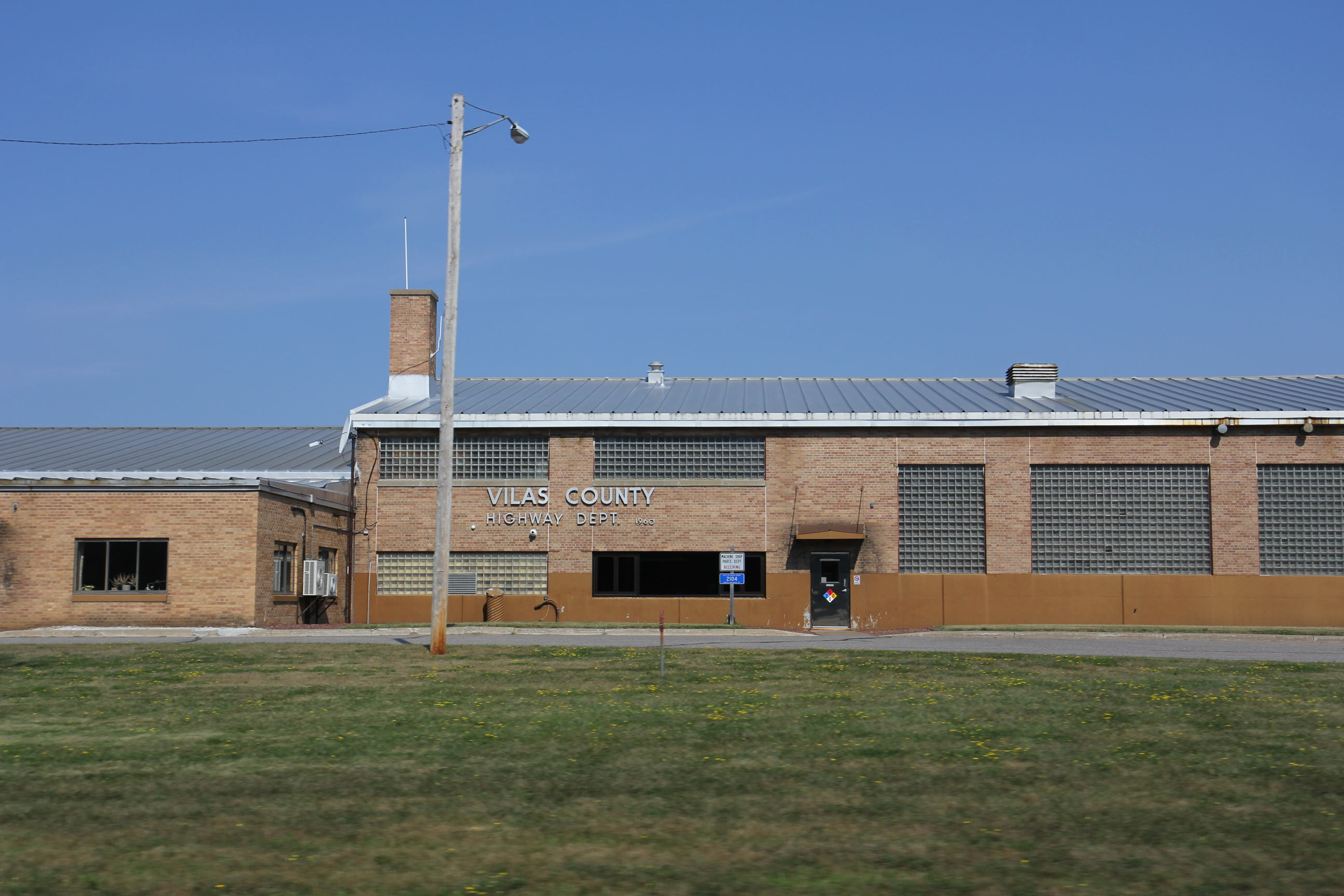
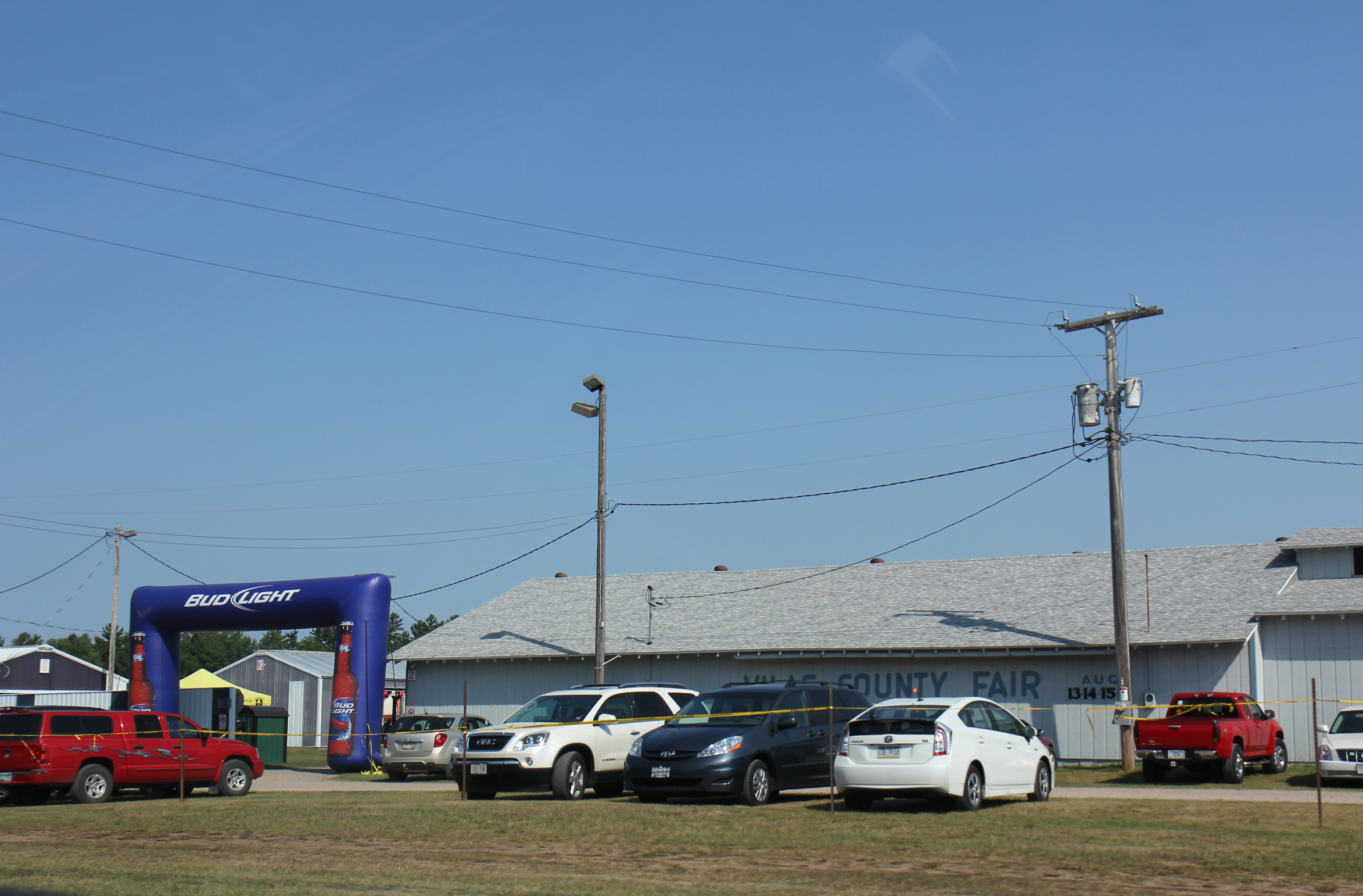
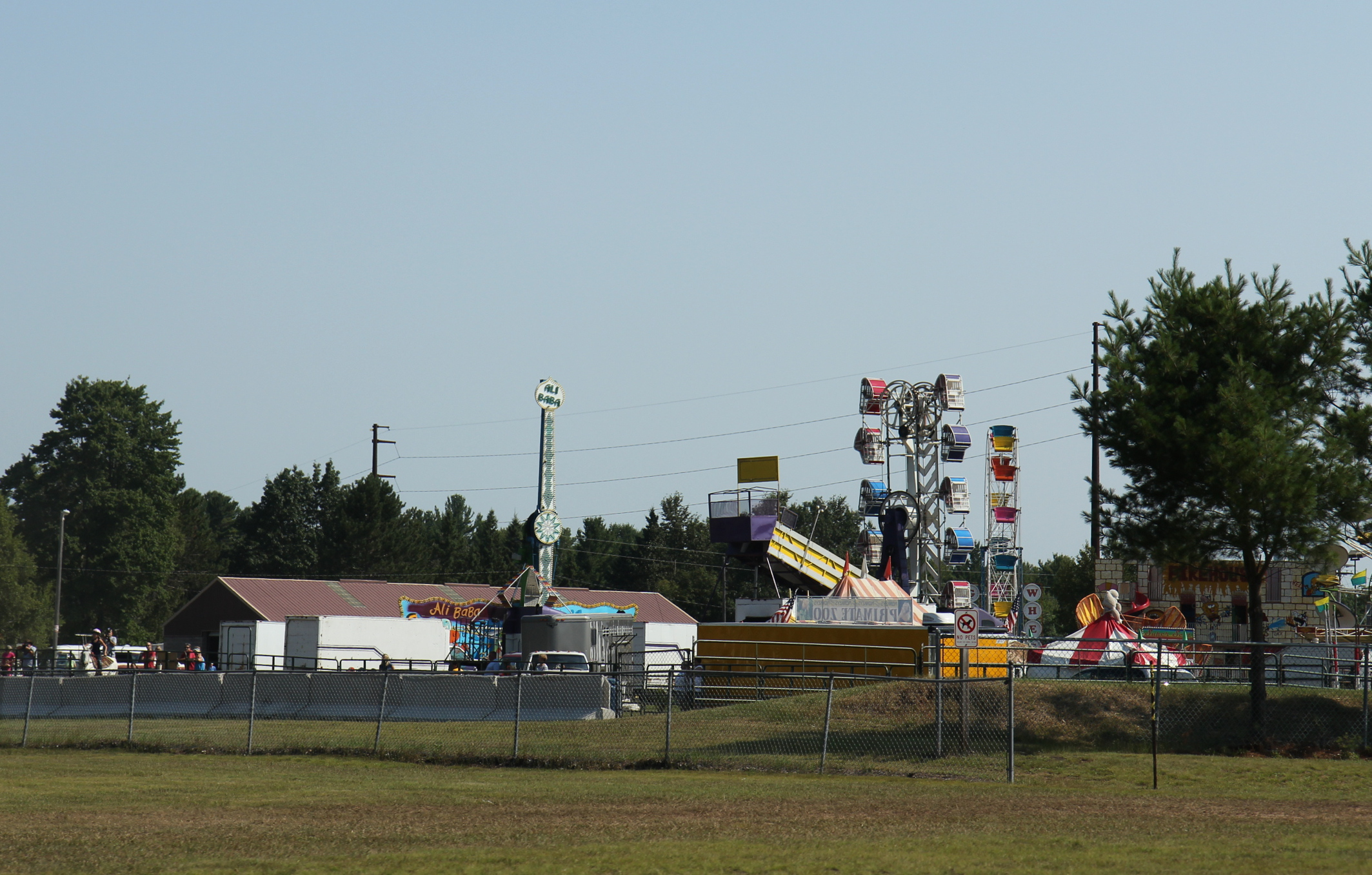

## أعلام
- وينفريد دان

## وصلات خارجية
- الموقع الرسمي
- United States Counties